# Andonis Petropulos
Andonis Petropoulos (gr.: Αντώνης Πετρόπουλος) (ur. 28 stycznia 1986 w Atenach) – grecki piłkarz grający na pozycji napastnika. Zaliczył kilka występów w reprezentacji Grecji U-21.
W Superleague Ellada rozegrał 159 spotkań i zdobył 43 bramki.